# Piercia imbrata
Piercia imbrata là một loài bướm đêm trong họ Geometridae.